# Bauer (Instrumentenbauer)
Carl Lud(e)wig Bauer († nach 1797) war ein deutscher Klavier- und Instrumentenbauer in Berlin.

## Leben und Wirken
Er war möglicherweise ein Verwandter von Andreas Bauer († 1719) und Johann Gottfried Bauer († 1721), die Flötenbauer in Leipzig waren. Bauer war 1781 Hofrat und 1786 Kastellan des preußischen Kronprinzen Friedrich Wilhelm (II. oder III.)
Er erfand zwei Arten von Fortepianos.
Eines nannte er Crescendo. Dieses war von pyramidalischer Form , hatte fünf Oktaven und drei Züge, die mit dem Fuß bedient werden konnten. So waren acht Veränderungen des Tones möglich. Durch Verschieben der Klaviatur konnte das Instrument um 1 oder 2 Töne höher transponiert werden.
Das Royal Crescendo war wie ein Klavier gebaut, 4 Fuß lang und 16½ Zoll tief. Es hatte ein Flötenwerk von c1 bis f³ und sechs Veränderungsmöglichkeiten.
Bauer baute Spieluhren in Berlin und verkaufte eine Flötenuhr 1769 an König Friedrich II. von Preußen für das Schloss Sanssouci und 1784 eine für die Zarin Katharina II. von Russland für 3000 Rubel.